# Jacobo de Testera
Jacobo Tastera (Bayona, c. 1470-Puebla, 1543) fue un fraile franciscano francés del s. XVI que se distinguió por el amor a la razón indígena.

## Biografía
De origen noble cuyo hermano ayudaba de Camarero al rey Francisco lo cual le ayudó a tener acceso a una educación multicultural con Maestros Católicos dentro de la Corte, gracias a su facilidad para los idiomas trabajaba como intérprete, su interés en seguir su formación Religiosa influenciado por el apogeo religioso del s. XV y s. XVI, entra a la orden Franciscana en 1500 en la Provincia de Aquitania; aprovecha la invitación del primer Marqués de Estepa en Sevilla para ser el predicador del Palacio Real en 1508 y llega a la Capital cultural de España de aquellos tiempos.
Su vocación lo llama para seguir trabajando en el Convento Casa Grande de San Francisco en Sevilla donde sigue teniendo cercanía con el rey Carlos V y su corte quienes lo aceptaban por su gran elocuencia, su forma de predicar y su facilidad como intérprete, le encargan el enseñar el catecismo a los niños nobles,además de que era un buen dibujante que impactaba positivamente. Por eso se le conoce más por su método de catequización en la Nueva España.

## Catecismo Testeriano (en imágenes)

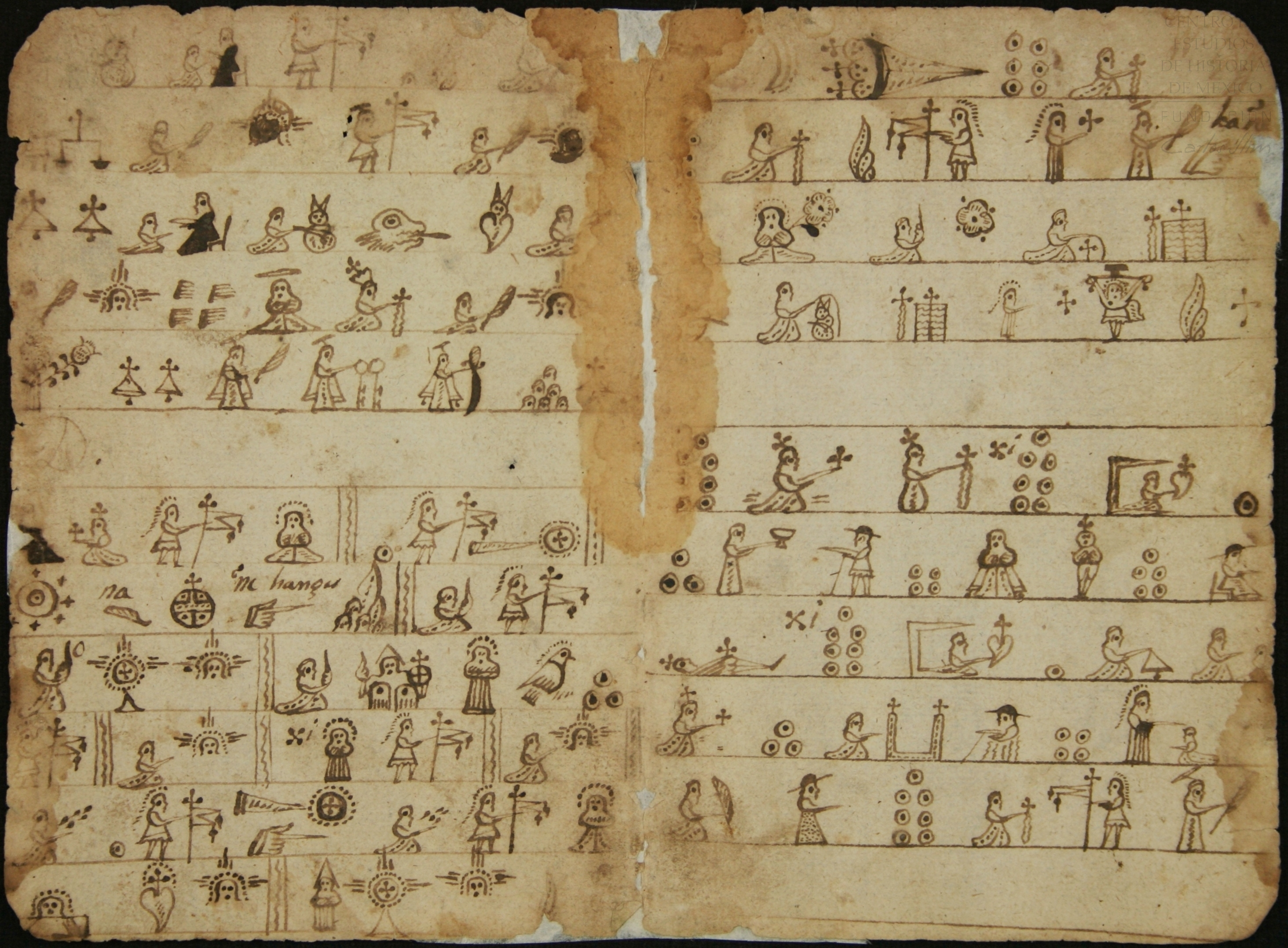
Catecismo Testeriano o Tasteriano, 1524

Jacobo de Testera vivió casi 20 años la ciudad de Sevilla hasta que en 1528 lo invitó Fray Antonio Ciudad Rodrigo, uno de los 12 franciscanos que llegaron primero a la Nueva España y que fue recibido en audiencia por el rey Carlos I en 1529 y escuchó directamente lo que se decía de la vida en el nuevo mundo. En este viaje de regreso fueron a la Nueva España 20 religiosos franciscanos con potencial de misioneros.
El papa Alejandro VI, en la bula Inter caetera del 4 de mayo de 1493, pidió a los Reyes Católicos que fuesen enviados a las Indias “hombres buenos, temerosos de Dios, doctos, sabios y expertos...”.

### El evangelio en Nueva España
La necesidad de comunicar el evangelio hizo que se llevara un lienzo con los misterios de la fe católica. Los frailes orientaron a los tlacuilos cristianos a plasmar oraciones, dogmas y sacramentos religiosos en imágenes con íconos fundamentales de los códices indígenas, finalmente la respuesta de los indios ante esto fue favorable.
"Padre Nuestro, que estás en el cielo... Totatziné ilhuicac timetztica: El catecismo distingue Totatziné del resto de la frase mediante la repetición del glifo que representa al padre. Lo vemos de pie primero y luego instalado en el cielo. Este hecho reproduce la dinámica de la expresión verbal náhuatl, que yuxtapone mas no enlaza de manera subordinada las dos partes de la oración. La traducción en náhuatl es "Padre nuestro, estás en el cielo ", y la imagen reproduce perfectamente en ambos casos la división de los sintagmas: vemos primero al "padre nuestro" y lo vemos después en el cielo. Es interesante notar que Dios está asimilado al fraile tanto de pie como en el cielo. El tlacuilo indígena muestra de igual manera la probable asimilación que se daba entre Dios y sus representantes en la tierra, y que caracterizaba la relación entre los dioses prehispánicos y sus sacerdotes. El Tamacazqui era Tláloc, las nubes o el sacerdote de Tláloc. El Quetzalcóatl o Dios supremo.
Tláloc se conoce como el Dios de la lluvia, como todo Mito nos tenemos que ir a las raíces dentro de la mitología Mexica, Del Nahuatl "Tlali" Tierra y "Octli" Vino y licor; significa vino de la Tierra. Hijo de Ométeotl, Dios el creador de todas las cosas, algo así como Dios Padre. Resulta que fue un guerrero de Huejotizingo que por sus cualidades y victorias llegó a ser rey de Quinamenti; pueblo de Gigantes que habita el Valle de Anahuác, precisamente el Lago de Texcoco ahora Pachuca, Texcoco y México.
- Citando parte del documento:

"Yo he visto, para satisfacerme en esta parte, las oraciones del Pater noster y Ave María y símbolo y la confesión generalen el modo dicho de indios, y cierto se admirará cualquiera que lo viere, porque para significar aquella palabra: yo pecador me confieso, pintan un indio hincado de rodillas a los pies de un religioso, como que se confiesa; y luego para aquélla: a Dios todopoderoso, pintan tres caras con sus coronas al modo de la Trinidad; y a la gloriosa Virgen María, pintan un rostro de nuestra Señora, y medio cuerpo de un niño; y a San Pedro, dos cabezas con coronas, y unas llaves, y una espada, y a este modo va todala confesión escrita por imágenes; y donde faltan imágenes ponen caracteres."

## Viajes
Al llegar en 1529 el primer acontecimiento fue acompañar al Obispo Juan de Zúmarraga con el asesinato del cacique de Tecatele de Tacubaya en manos de Diego Delgadillo, primer miembro de la Real Audiencia, quien demostró su prepotencia, corrupción y enojo al matar a numerosos miembros de la realeza mexica y zapoteca, ejemplos de esto era el cobro excesivo de impuestos, tributos y convertir en esclavos a todo el pueblo; al no cumplir sus deseos los mataba en público, humillándolos de diversas formas entre otros excesos. Fray Jacobo de Tastera quedó impactado de encontrar este tipo de personajes ambiciosos, entre los españoles se decía que si no te convertías en millonario en menos de 5 años, no debías volver a la madre tierra. Con la elección del nuevo Custodio o Superior de la Provincia en 1530, Fray Toribio queda encargado del Convento de Huejotzingo y de los alrededores de Puebla.
En 1533 con el nuevo capítulo en Huejotzingo es nombrado vigilante del Evangelio en la Nueva España y de las misiones franciscanas; de ese ejercicio sale la primera Carta al Rey sobre la Racionalidad de los indígenas funda en tres años y se aprovecha el viaje de Fray Zúmarraga, quien había tenido que ir a España a defenderse de ciertas acusaciones falsas sobre malos manejos (Fue hasta 1537 que el papa Paulo III gracias a los dominicos especialmente a "Fray Bartolomé de las Casas" que publica la bula Sublimis Deus en protección a los Indígenas.)
Fray Jacobo visita en 1534 Michoacán, hace todas las diligencias para llenar de Religiosos esas tierras hoy tan fecundas en vocaciones, aprovecha La Bula Papal de ese año donde los Franciscanos pasan de tener la Custodia de la Nueva España a tener los derechos de una Provincia; manda a Fray Toribio de Montolinía junto con los frailes Dominicos del Valle de Oaxaca para nuevas tierra donde siguen los excesos contra los indígenas.
Para 1535 va acompañado de algunos indígenas a Tabasco y Yucatán, ellos saben tocar y cantar de forma religiosa; enojados los militares por la interferencias de los Misioneros inventan calumnias para hacerlos más complicada su misión buscando desaparecer su labor, casualmente quien les ha enseñado fue Fray Pedro de Gante con un sistema de catequización con música que manejaban los Dominicos y que tiene excelentes resultados en Champotón, se dibujan también cuadros sencillos para apoyarlos; conocen la Ermita, los resultados son muy prometedores y llega a visitar para después sus hermanos fundaron las Misiones en 1549 de Izamal, Ytzimna, Valladolid, Tizimín y Yotholin en Ticul. La sede posterior fue en Maní donde se hace un Colegio de formación con gran calidad de músicos para cubrir la zona desde Campeche hasta antes de Chiapas; El sistema predicación y enseñanza intuitiva da buenos resultados. En 1541 va al Capítulo de Mantua en Italia, lleva Cartas de su amigo Fray Bartolomé de las Casas(Dominico) ya conocido en Italia. Aprovecha para traer refuerzos de Francia, España, e Italia a la Nueva España son 150 misioneros y al Virreinato del Perú, para ese momento ya era un hombre de 70 años; Los Españoles siguen usando sus relaciones para obstaculizar la labor de los Misionero; podemos ver a un Pero Gallo que aprovecha sus relaciones con Felipe II para acusar a los religiosos de ser ventajosos contra los mismos Españoles.

## Escuelas
Sus últimos dos años de vida los dedica a distribuir y hacer planes para los aproximadamente 200 religiosos que llegaron a prepararse para volverse Misioneros en el nuevo Mundo.
Para lograr este propósito los Religiosos no dudaron en ponerse a la altura de los niños, jugando con ellos y escuchando con atención el nombre que daban a los objetos y anotándolo cuidadosamente, como afirma Mendieta en su Historia. 
Una vez que aprendieron la lengua, Vale la pena mencionar la escuela de Oaxtepec de los Dominicos donde aprendieron hablar muchos Religiosos un excelente Náhuatl por ser anterior una escuela para Sacerdotes y Maestros Mexicas, Aztecas desde los Olmecas. Los franciscanos no dudaron en abrir escuelas donde, además de enseñar la “doctrina cristiana”, se enseñaba también Gramática. La primera de la que tenemos noticia, anterior a la llegada de los “Doce”, es la escuela de Texcoco, bajo la dirección de Fr. Pedro de Gante, quien años después, en 1528, abriría también la “Escuela de San José de los Naturales”, en la ciudad de México. Esta última fue sin duda la más famosa de las escuelas franciscanas, aunque no ciertamente la única: la institución existió generalmente en todos los conventos franciscanos. Otras escuelas importantes “regentadas” por franciscanos fueron: la de Hueytlapan (sierra de Puebla) y la de Maní, en el Yucatán, regentadas ambas por Fr. Juan de Herrera.
Tales escuelas comenzaron por tener una finalidad catequística, con la doctrina cristiana como principal asignatura; sin embargo en ellas se enseñaba también a leer, escribir, contar y música. En algunas, como la de San José de México, se enseñaba arte, artesanía y latín. Estas y las materias correspondientes a lo que se llama Gramática, así como filosofía y medicina indígena, fueron enseñadas también en el Colegio de Santa Cruz, establecido en el barrio de Tlatelolco hacia 1534 e inaugurado oficialmente el 6 de enero de 1536. Esta escuela constituyó lo que hoy llamaríamos “un centro de enseñanza media” para la educación de los hijos de la nobleza indígena. De él salieron excelentes latinistas, buenos conocedores también del náhuatl y del español. Algunos de ellos posteriormente darían clases en los seminarios diocesanos, donde se formaba al clero indígena.

## Sistema franciscano
El sistema franciscano de educación en el siglo XVI distinguía tres tipos de institución: el patio, los aposentos y piezas, y la capilla. El patio estaba destinado a la instrucción de las masas; los aposentos y piezas se edificaban junto a la iglesia, a manera de internados para los hijos de los caciques, en donde se enseñaban además de la doctrina cristiana los oficios de sastrería, carpintería, pintura, lectura y escritura. 
En la Capilla de San José de los Naturales, denominada por Mendieta como "el primero y único seminario que hubo en la Nueva España para todo género de oficios y ejercicios", se programaba la enseñanza de diversas disciplinas, como doctrina cristiana, lectura, escritura, canto y oficios (Becerra López, 67). El apogeo del sistema franciscano estuvo respaldado por la presencia del Colegio de Santa Cruz de Tlaltelolco, el cual mantuvo su primacía hasta que apareció la universidad. Contaba con estudios superiores de tipo universitario, con las asignaturas propias de una Facultad Menor de Artes. El Colegio de Santa Cruz de Tlaltelolco, fundado por el obispo Fray Juan de Zumárraga, vino a ser la cumbre de la labor educativa misionera de los franciscanos, en el siglo XVI. En dicha institución, eminentes miembros de la orden franciscana pusieron todo su esfuerzo para que "estos indios, sabiendo latinidad y entendiendo los misterios de la Sagrada Escritura, se arraigasen en la fe más de veras y confirmasen en ella a los otros que no sabían tanto, y ayudasen a los religiosos que no entendían bien la lengua, interpretando al pueblo en ella lo que les dijesen.